# Chaim Mordechai Aizik Hodakov
Chaim Mordechai Aizik Hodakov (in ebraico חיים מרדכי אייזיק חודקוב‎?; Beshankovichy, 12 gennaio 1902 – Brooklyn, 23 aprile 1993) è stato un religioso, pedagogo e educatore russo, ebreo ortodosso naturalizzato statunitense, capo del personale della segreteria del Rebbe Chabad-Lubavitch, Rabbi Menachem Mendel Schneerson, per oltre 40 anni.

## Biografia
Nato nella città russa di Beshankovichy il 12 gennaio 1902 dai genitori Sholom Yisroel e Chaya Treina Hodakov, Aizik si spostò con loro a Riga, in Lettonia, nel 1904. Lì crebbe seguendo gli insegnamenti del movimento Mussar di Navahrudak, sotto Rabbi Yoel Barantchik. Eccelse in devozione e studio della Torah, dotato di profonda pietà e carattere raffinato.
Educatore e pedagogo per vocazione, il giovane Chaim Mordechai fu nominato preside della scuola Torah V'Derech Eretz a Riga a soli 18 anni.  Ancora giovane, nel 1934, fu incaricato come ispettore delle scuole ebraiche del Ministero dell'Istruzione lettone. I suoi collegamenti col regime dittatoriale di Kārlis Ulmanis e la sua stretta ortodossia, insieme ad un antisocialismo radicale, lo rese impopolare in molti circoli ebraici lettoni.

## Ruolo di segretario
Nel 1950, quando Rabbi Menachem Mendel Schneerson diventò il Rebbe del movimento Chabad-Lubavitch, Hodakov divenne Capo del personale e direttore della Segreteria.  Fu in seguito nominato presidente della Agudas Chasidei Chabad, l'organizzazione principale che gestisce tutta la rete mondiale delle organizzazioni e istituzioni di Chabad-Lubavitch.
Hodakov rinnovò molte strutture e programmi educativi. I suoi consigli e le sue direttive sono state raccolte in un libro intitolato The Educator's Handbook ("Manuale dell'Educatore"). È stato un modello esemplare per molti giovani chassidim, per le sue maniere e la sua devozione al Rebbe.